# Amtsgericht Burghaun
Das Amtsgericht Burghaun war ein preußisches Amtsgericht mit Sitz in Burghaun.

## Vorgeschichte
In Kurhessen erfolgte 1821 die Trennung der Rechtsprechung von der Verwaltung und für die Rechtsprechung wurden Justizämter, darunter das Justizamt Burghaun, eingerichtet. Es war dem Obergericht für die Provinz Fulda zugeordnet.

## Geschichte
Mit der Annexion Kurhessens durch Preußen 1866 wurden in der neuen Provinz Hessen-Nassau Amtsgerichte eingerichtet. Das Justizamt Burghaun wurde entsprechend in das Amtsgericht Burghaun umgewandelt. Es war dem Kreisgericht Fulda zugeordnet. Mit der Einführung der Reichsjustizgesetze entstanden 1879 reichsweit einheitlich Amtsgerichte. Das Amtsgericht Burghaun behielt damit seinen Namen und erhielt die neuen Funktionen. Es war nun eines der 22 Amtsgerichte im Bezirk des Landgerichtes Hanau. Am Gericht bestand eine Richterstelle. Es war damit ein kleines Amtsgericht im Landgerichtsbezirk. Sein Gerichtsbezirk umfasste aus dem Kreis Hünfeld die Gemeindebezirke Burghaun, Großenmoor, Gruben, Hechelmannskirchen, Hünhan, Langenschwarz, Michelsrombach, Oberfeld, Oberrombach, Rhina, Rotenkirchen, Rudolphshan, Schletzenrod, Schlotzau, Steinbach, Wehrda und Wetzlos und die Gutsbezirke Oberförsterei Burghaun, Oberförsterei Michelsrombach, von Trümbach und von Steinscher Wald, Wehrda der von Stein und Wehrda der von Trümbach. In der Weltwirtschaftskrise wurden 60 Amtsgerichte als Folge von Sparverordnungen aufgehoben. Mit der Verordnung über die Aufhebung von Amtsgerichten vom 30. Juli 1932 wurde das Amtsgericht Burghaun zum 30. September 1932 aufgehoben und sein Sprengel zwischen dem Amtsgericht Hünfeld und dem Amtsgericht Eiterfeld aufgeteilt.